# Bruce Hungerford
Pour les articles homonymes, voir Hungerford.
Bruce Hungerford (Korumburra, 24 novembre 1922 – New York, 26 janvier 1977), connu sous le nom de Leonard Hungerford pour la majorité de sa carrière, est un pianiste australien dont la carrière a été interrompue par sa mort dans un accident de la route, à New York dans le Bronx.

## Biographie
Né en Korumburra (Victoria), Bruce Hungerford prend le nom de Leonard Hungerford. Dans un manuscrit non daté, il raconte : « quand ils m'ont donné un nom, mes parents étaient déchirés entre Bruce et Leonard. Je pense qu'ils avaient vraiment envie de Bruce, mais je suis un tel spécimen chétifs qu'ils me sentaient à peine adapté au nom du guerrier roi d'Ecosse. Puis un jour ou deux avant d'être baptisé, mon grand-père a voyagé pour me voir. C'était un énergique écossais et après avoir jeté un coup d'œil sur moi, il m'a dit tristement, « ce n'est pas de Bruce, et donc, et ainsi les dés étaient jetés, en tout cas pour mes premières 35 années ». C'est seulement en 1965 que Leonard Hungerford a changé son nom de Bruce Hungerford.
Dès l'âge de 12 ans, Hungerford étudie le piano au Conservatoire de l'Université de Melbourne avec Roy Berger, un élève d'Alfred Cortot. À 17 ans, il remporte une bourse d'études au Conservatoire et fait ses débuts à l'âge de 20 ans avec l'Orchestre symphonique de Melbourne En 1944, il étudie pendant une courte période avec Ignaz Friedman à Sydney (1944), puis avec Ernest Hutcheson à la Juilliard School de New York (1945–47). Son jeu a impressionné le chef d'orchestre Eugene Ormandy qui lui suggère d'étudier avec Olga Samaroff à Philadelphie. Il reçoit également l'entraînement et les conseils de Myra Hess (en cours privés entre 1948 et 1958), qui lui suggère d'étudier avec Carl Friedberg (1947–55), par lequel il trouve le professeur qui lui convient.
Il donne son premier récital à New York en 1951. Sur les conseils de Samaroff (morte en 1948), il s'installe en Allemagne en 1958, avec l'intention de s'établir sur la scène européenne du concert. C'est à ce moment qu'il change son nom de Bruce Hungerford.
En 1967, Hungerford est contacté par Maynard et Seymour Salomon, fondateurs et directeurs du label Vanguard Records, pour l'enregistrement intégral des œuvres pour piano de Beethoven. Hungerford s'installe aux États-unis et en réduisant le nombre de ses concerts enseigne au Mannes College of Music.
Le projet d'enregistrement devait rester incomplet : le 26 janvier 1977, à New York, à l'âge de 54 ans, Hungerford est tué dans un accident de la route, une collision frontale causée par un conducteur ivre. Sa mère, sa nièce et son mari ont également été tués dans l'accident.
Il laisse un héritage de neuf disques Beethoven et un enregistrement chacun d'œuvres de Brahms, Chopin et Schubert pour le label Vanguard. Il a également enregistré les œuvres pour piano de Wagner, publié, à l'époque, en Allemagne de l'Est sous étiquette Eterna.
Hungerford était également un professeur de piano à succès. Parmi ses étudiants figurent Kim Bova, Donald Isler, Gary Klein, Gregory Otten et John Sebastian Paolella, qui ont donné un concert en son honneur à New York le 23 avril 1977.
En plus de sa réussite musicale, Hungerford était un passionné de paléontologie, et a étudié la paléontologie des vertébrés à l'Université de Columbia et au Museum of Natural History de New York. Il avait aussi une passion pour l'égyptologie. Cela, et ses compétences en tant que photographe, a conduit à faire six voyages de recherche en l'Égypte. Le premier, en 1961, en tant que photographe pour la River Nile Expedition de la NBC. Il a enregistré une conférence en dix-sept parties : The Heritage of Ancient Egypt (1971).